# Lijst van onderscheidingen van de 22. SS-Freiwilligen-Kavallerie-Division
Dit is een lijst van onderscheidingen van de 22. SS-Freiwilligen-Kavallerie-Division.

## Dragers van de Gesp voor Frontdienst

### In goud
- Georg Hanzig, SS-Röttenführer, SS Freiwilligen-Kavallerie-Regiment 17[1]

## Dragers van het Duits Kruis

### In goud
- Kurt Bartsch, SS-Sturmbannführer, SS Freiwilligen-Kavallerie-Regiment 53[2]
- Bruno Bresinski, SS-Sturmbannführer, SS Freiwilligen-Kavallerie-Regiment 17[3]
- Werner Dallmann, SS-Untersturmführer, SS Frewilligen-Kavallerie-Regiment 53[4]
- Karl-Heinz Keitel, SS-Sturmbannführer, SS Freiwilligen-Kavallerie-Regiment 17[5]
- Bruno Meiert, SS-Hauptsturmführer, SS Freiwilligen-Kavallerie-Regiment 17[6]
- Adolf Möller, SS-Obersturmführer, SS Freiwilligen-Kavallerie-Regiment 17[7]
- Reinhard Paul, SS-Oberscharführer, SS Freiwilligen-Kavallerie-Regiment 17[8]
- Ottomar Schaffner, SS-Hauptsturmführer, SS Freiwilligen-Kavallerie-Regiment 17[9]
- Erwin Schrader, Leutnant, SS Freiwilligen-Kavallerie-Regiment 17[10]
- Willi Weber, SS-Oberscharführer, SS Panzer-Aufklärungs-Abteilung 22[11]
- Harry Weckmann, SS-Obersturmführer, SS Flak-Abteilung 22[12]

## Dragers van de Erebladgesp
- Kurt Bartsch, SS-Sturmbannführer, SS Freiwilligen-Kavallerie-Regiment 53[2]
- Werner Dallmann, SS-Untersturmführer, SS Frewilligen-Kavallerie-Regiment 53[4]

## Dragers van het Ridderkruis van het IJzeren Kruis
- Anton Ameiser, SS-Sturmbannführer, SS Freiwilligen-Kavallerie-Regiment 52[13][14]
- Werner Dallmann, SS-Untersturmführer, SS Frewilligen-Kavallerie-Regiment 53[15][16]
- Anton Vandieken, SS-Hauptsturmführer, SS Freiwilligen-Kavallerie-Regiment 17[17][18]

### Met Eikenloof
- August Zehender, SS-Brigadeführer und Generalmajor der Waffen-SS[19][20]